# Thebaische Legion

Die Thebaische Schaar, Lithografie, zwischen 1830 und 1850

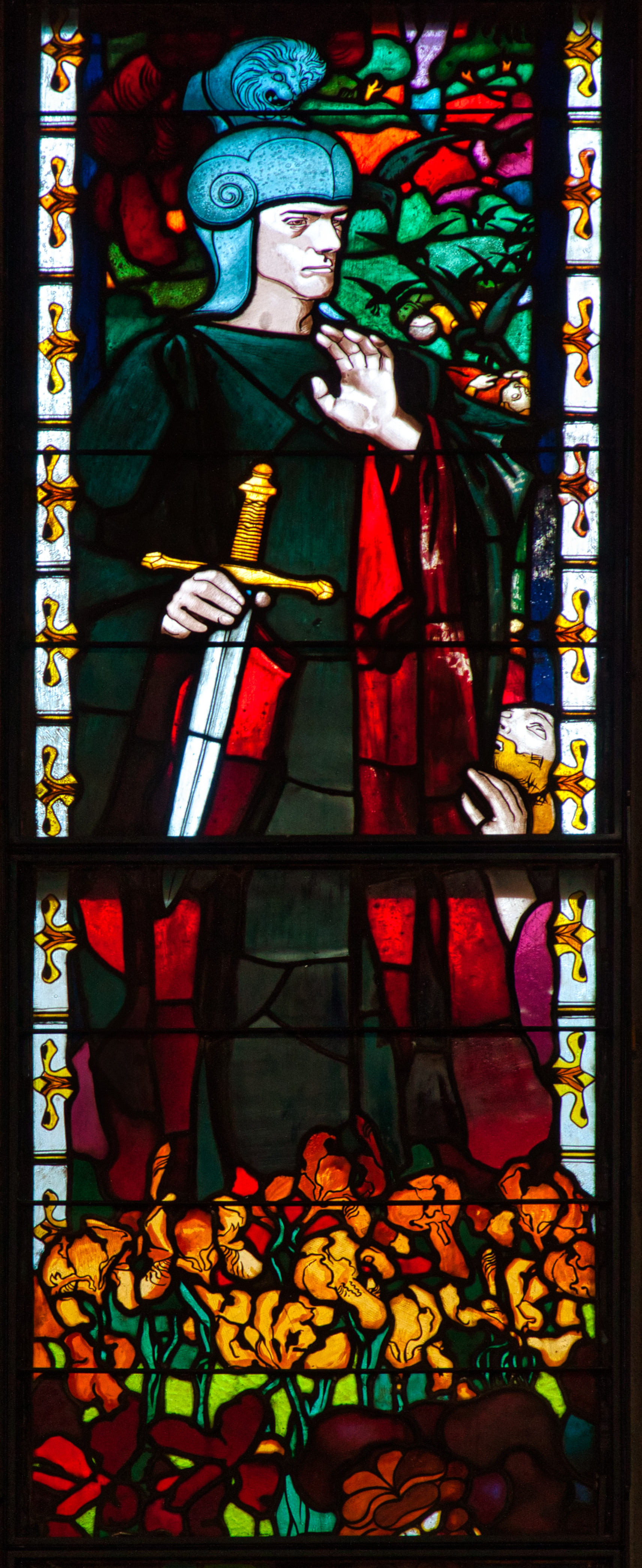
Józef Mehoffer: Hl. Mauritius, Detail aus dem Märtyrerfenster, (1898–1899) in der Kathedrale von Freiburg, Schweiz

Die Thebaische Legion (oft auch Thebäische Legion, lat. Legio Thebaica) war entsprechend der christlichen Überlieferung eine Legion der römischen Armee, deren sämtliche Mitglieder gegen Ende des 3. Jahrhunderts den Märtyrertod erlitten haben sollen. Vor allem im Mittelalter war diese Legende sehr populär, und sowohl die ganze Legion als auch einzelne Mitglieder waren Gegenstand intensiver Verehrung. Die Existenz der Legion ist nach modernen Forschungserkenntnissen jedoch höchst zweifelhaft und gilt den meisten Althistorikern als unhistorische Fiktion. Als Gedenktage der Mehrheit der Märtyrer generell gelten der 10. Oktober und der 11. September.

### Überlieferung des 5. Jahrhunderts

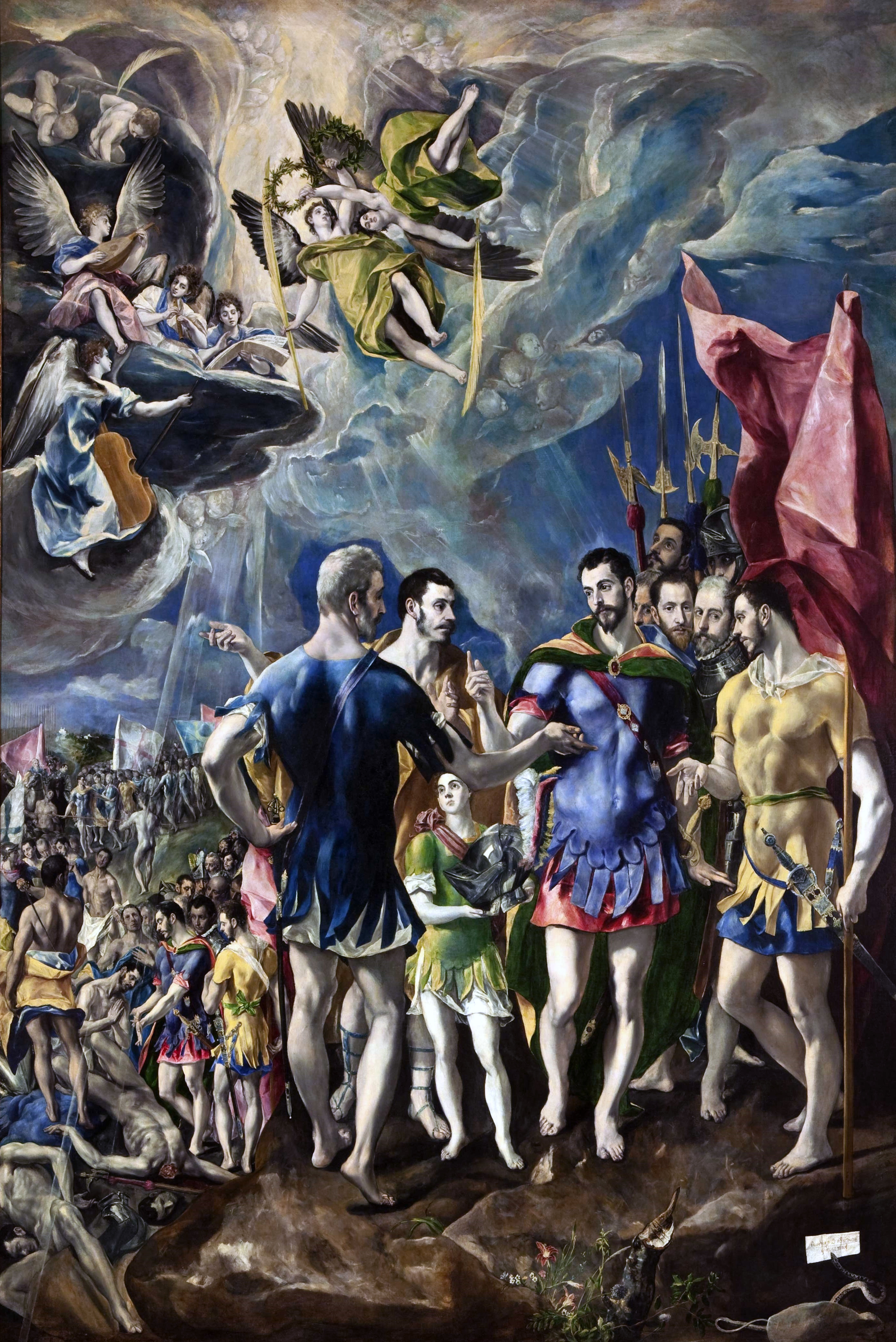
El Greco: Das Martyrium des Heiligen Mauritius

### Martyrium im Rheinland

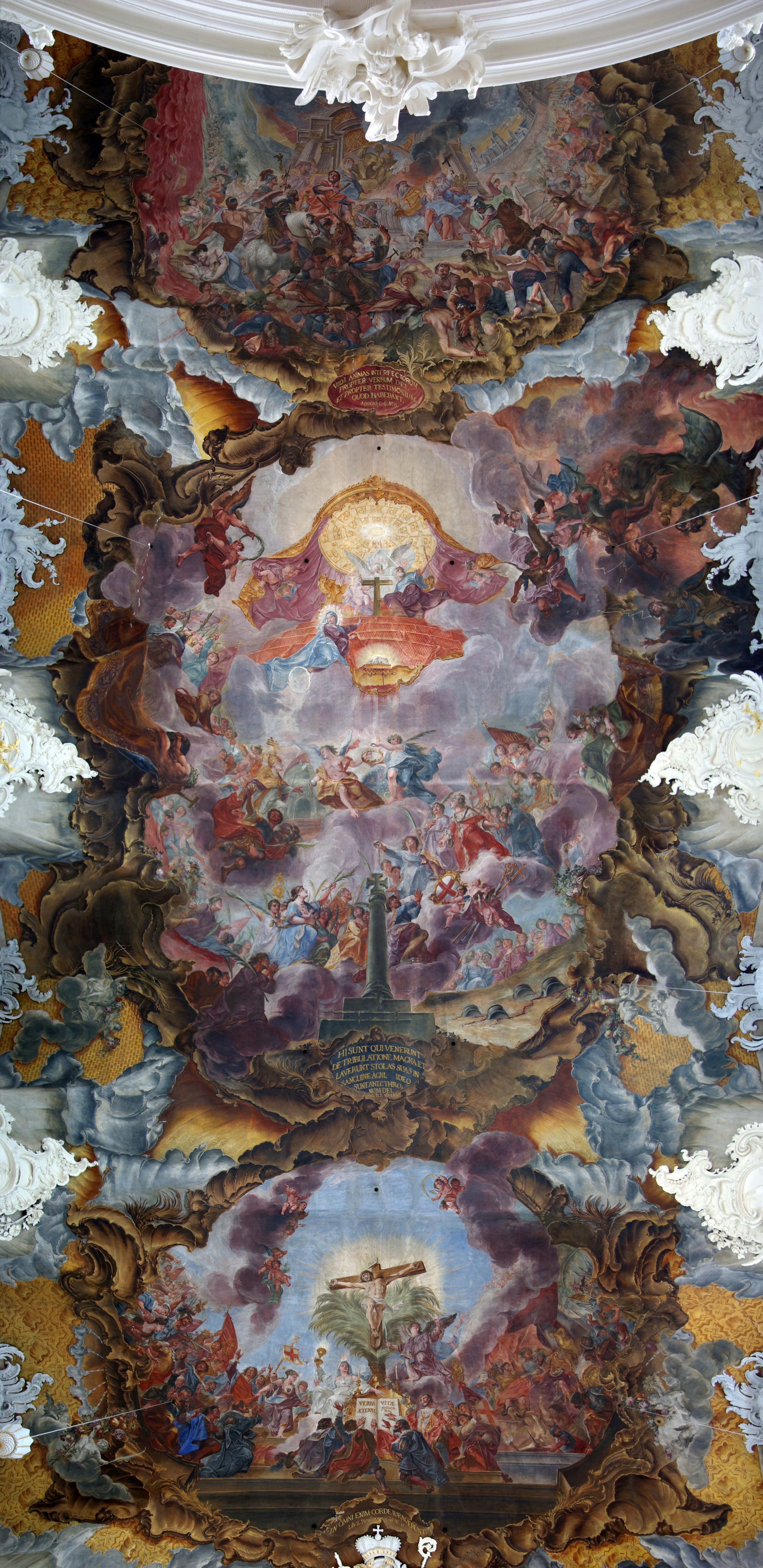
Deckengemälde in der Kirche St. Paulin, Trier. Dargestellte Szenen:
Oben: Das Trierer Martyrium
Mitte: Auferstehung und Himmelfahrt der Trierer Märtyrer
Unten: Die Trierer Bürger und die Thebäische Legion preisen Christus am Kreuz